# Giant Diablo
Giant Diablo, född 20 februari 2000, död 31 augusti 2023, var en svensk varmblodig travhäst. Hon räknas som ett av de bästa svenskfödda stona genom alla tider.

## Bakgrund
Giant Diablo var ett mörkbrunt sto efter Supergill och under Giant Rhytm (efter Valley Victory). Hon föddes upp av Stall Speediablo AB och ägdes av Stall Segerhuva. Hon tränades under hela tävlingskarriären av Roger Walmann.

## Karriär
Giant Diablo tävlade mellan februari 2003 och maj 2008. Hon sprang under tävlingskarriären in 13 260 619 kronor på 72 starter varav 28 segrar, 8 andraplatser och 12 tredjeplatser. Hon tog karriärens största segrar i Långa E3 (2003), Korta E3 (2003), Svenskt Trav-Oaks (2003), Stochampionatet (2004) och Sundsvall Open Trot (2006).
Giant Diablo köptes på Elitauktionen år 2001 för 210 000 kr. Hon gjorde sin första start på Eskilstuna travbana den 25 februari 2003 med Örjan Kihlström i sulkyn. Hon vann loppet. Giant Diablo tränades av Roger Walmann och sprang under sin karriär in över 13 miljoner kronor.
Den 29 maj 2005 kom Giant Diablo trea i finalen av Elitloppet 2005 med kusken Örjan Kihlström, före bland andra Gidde Palema som slutade femma.
Hennes sista lopp blev försöksloppet i Elitloppet 2008 där hon galopperade bort sina möjligheter.

### Rekord
Under säsongen 2003 vann hon både långa och korta E3, och tillhör därmed den skara om sju hästar (Mascate Match 2019, Tamla Celeber 2010, Needles'n Pins 2004, Giant Diablo 2003, Rae Boko 2002, Monkey Ride 1999, Montana Chill 1998) som vunnit båda E3-finalerna i klassen för ston.
Den 6 oktober 2007 satte Giant Diablo nytt världsrekord med kilometertiden 1,08,5 på distansen 1 609 meter (en engelsk mil) på travbanan The Red Mile i Lexington i Kentucky. I sulkyn satt travkusken Johan Untersteiner. Giant Diablos världsrekord över 1 609 meter tangerades den 10 maj 2014 av Sebastian K., som den 29 juni 2014 slog rekordet, då han travade kilometertiden 1,07,7 över 1 609 meter.

## Avelskarriär
Giant Diablo slutade att tävla år 2008 för att istället vara verksam som avelssto. 2010 föddes hennes första dotter D'One.